# Gingivoestomatitis herpètica
Una gingivoestomatitis és una combinació de gingivitis i estomatitis, o una inflamació de la mucosa oral i la geniva. La gingivoestomatitis herpètica és sovint la presentació inicial durant la primera infecció ("primària") per herpes simple. És de major gravetat que l'herpes labial, que sovint són les presentacions posteriors. La gingivoestomatitis herpètica primària (GEHP) és la infecció viral més freqüent de la boca.
La gingivoestomatitis herpètica primària (GEHP) representa el patró clínicament aparent de la infecció pel virus herpes simple (VHS) primari, ja que la gran majoria d'altres infeccions primàries no tenen símptomes. La GEHP és causat principalment per VHS-1 i afecta principalment a nens. Es poden produir símptomes prodromals, com febre, anorèxia, irritabilitat, malestar i mal de cap, abans de la malaltia. La malaltia es presenta com a nombroses vesícules, que es trenquen ràpidament per formar ulceracions irregulars i doloroses cobertes per membranes groc-grises. La limfadenitis submandibular, halitosi i negativa a beure són aparèixer habituals.